# John Arcilla
John Arcilla, właśc. Romeo Gonzales Arcilla (ur. 24 czerwca 1966 w Quezon City) – filipiński aktor filmowy, teatralny i telewizyjny. Sławę przyniosła mu tytułowa kreacja w filmie Generał Luna (2015) Jerrolda Taroga. Zdobywca Pucharu Volpiego dla najlepszego aktora na 78. MFF w Wenecji za rolę w filmie Mokra robota 2 (2021) w reżyserii Erika Mattiego. Jest pierwszym i jedynym jak dotychczas filipińskim laureatem tej prestiżowej nagrody.